# Silk Way Rally 2013
Silk Way Rally 2013 byl pátý ročník vytrvalostního závodu terénních osobních a nákladních automobilů .
Konal se od 5. července 2013 do 13. července 2013. Místo slavnostního startu bylo opět Rudé náměstí v Moskvě a cíl ve městě Astrachaň.
Soutěž začíná nultou etapou, kde se posádky představují a přemístí se do města Tambov. První etapa startuje za městem Tambov a cíl je ve městě Volgograd. Druhá etapa startuje a končí na stejném místě, jak první etapa. Třetí etapa opět startuje ve Volgogradu a cíl je ve městě Astrachaň, kde také celá soutěž končí. Čtvrtá etapa se jede do města Elista, ze kterého se posádky v páté etapě opět vrací do Volgogradu. Šestá etapa končí a startuje na stejném místě, jak závěrečná sedmá etapa ve městě Volgograd.

## Česká stopa

### Automobily
- V kategorii automobilů se neučastní soutěže žádná česká posádka

### Kamiony
| St. č. | Tým                     | Kamion | Jezdec                 | Spolujezdec 1     | Spolujezdec 2     |
| ------ | ----------------------- | ------ | ---------------------- | ----------------- | ----------------- |
| 301    | InstaForex Loprais Team | Tatra  | Aleš Loprais           | Serge Bruykens    | Radim Pustějovský |
| 306    | InstaForex Loprais Team | Tatra  | Jan Tománek            | Michael Kašpárek  | Tomáš Kašpárek    |
| 310    | KM Racing               | Liaz   | Jaroslav Valtr         | Josef Kalina      | Jakub First       |
| 311    | Nur-Sultan              | Tatra  | Artur Ardavichus       | Adam Staněk       | Alexei Aferin     |
| 313    | KM Racing               | Liaz   | Vlastimil Vildman      | Martin Macík jr.  | Michal Mrkva      |
| 322    | Bonver Dakar Project    | Tatra  | Robert Jan Szustkowski | Jaroslav Kazberuk | Filip Škrobánek   |

## Výsledky

### Automobily
| Poz. | Jezdec         | Spolujezdec    | Auto | Čas | Rozdíl |
| ---- | -------------- | -------------- | ---- | --- | ------ |
| 1.   | neznámá vlajka | neznámá vlajka |      |     |        |
| 2.   | neznámá vlajka | neznámá vlajka |      |     |        |
| 3.   | neznámá vlajka | neznámá vlajka |      |     |        |
| 4.   | neznámá vlajka | neznámá vlajka |      |     |        |
| 5.   | neznámá vlajka | neznámá vlajka |      |     |        |
| 6.   | neznámá vlajka | neznámá vlajka |      |     |        |
| 7.   | neznámá vlajka | neznámá vlajka |      |     |        |
| 8.   | neznámá vlajka | neznámá vlajka |      |     |        |
| 9.   | neznámá vlajka | neznámá vlajka |      |     |        |
| 10.  | neznámá vlajka | neznámá vlajka |      |     |        |

### Kamiony
| Poz. | Jezdec         | 1. Spolujezdec | 2. Spolujezdec | Kamion | Čas | Rozdíl |
| ---- | -------------- | -------------- | -------------- | ------ | --- | ------ |
| 1.   | neznámá vlajka | neznámá vlajka | neznámá vlajka |        |     |        |
| 2.   | neznámá vlajka | neznámá vlajka | neznámá vlajka |        |     |        |
| 3.   | neznámá vlajka | neznámá vlajka | neznámá vlajka |        |     |        |
| 4.   | neznámá vlajka | neznámá vlajka | neznámá vlajka |        |     |        |
| 5.   | neznámá vlajka | neznámá vlajka | neznámá vlajka |        |     |        |
| 6.   | neznámá vlajka | neznámá vlajka | neznámá vlajka |        |     |        |
| 7.   | neznámá vlajka | neznámá vlajka | neznámá vlajka |        |     |        |
| 8.   | neznámá vlajka | neznámá vlajka | neznámá vlajka |        |     |        |
| 9.   | neznámá vlajka | neznámá vlajka | neznámá vlajka |        |     |        |
| 10.  | neznámá vlajka | neznámá vlajka | neznámá vlajka |        |     |        |

## Etapy
| Den          | Etapa    | Čas  | Trasa                 | Délka     | Vítěz Automobilů                         | Čas     | Vítěz Kamionů                                    | Čas     |
| ------------ | -------- | ---- | --------------------- | --------- | ---------------------------------------- | ------- | ------------------------------------------------ | ------- |
| 7. července  | 1. Etapa | 7:30 | Tambov - Volgograd    | 774,12 km | Phillipe Gache Jean-Pierre Garcin        | 6:26:04 | Anton Shibalov Robert Amatych Almaz Khisamiev    | 6:44:58 |
| 8. července  | 2. Etapa | 7:30 | Volgograd - Volgograd | 546,77 km | Vladimir Vasilyev Vitaliy Yebtekhov      | 6:05:23 | Andrey Karginov Andrey Mokeev Igor Devyatkin     | 6:01:49 |
| 9. července  | 3. Etapa | 9:00 | Volgograd - Astrachaň | 631,03 km | Jean-Louis Schlesser Konstantin Zhiltsov | 5:30:17 | Eduard Nikolaev Evegny Yakovlev Vladimir Rybakov | 6:03:30 |
| 10. července | 4. Etapa |      | Astrachaň - Elista    | 534,67 km | neznámá vlajka · neznámá vlajka          |         | neznámá vlajka · neznámá vlajka · neznámá vlajka |         |
| 11. července | 5. Etapa |      | Elista - Astrachaň    | 559,25 km | neznámá vlajka · neznámá vlajka          |         | neznámá vlajka · neznámá vlajka · neznámá vlajka |         |
| 12. července | 6. Etapa |      | Astrachaň - Astrachaň | 466,02 km | neznámá vlajka · neznámá vlajka          |         | neznámá vlajka · neznámá vlajka · neznámá vlajka |         |
| 13. července | 7. Etapa |      | Astrachaň - Astrachaň | 162,01 km | neznámá vlajka · neznámá vlajka          |         | neznámá vlajka · neznámá vlajka · neznámá vlajka |         |